# Sergio Di Zio
Sergio Di Zio, nascido em 20 de setembro de 1972 em Toronto, Ontario, no Canadá, é um ator e dublador canadense. Ele ganhou grande notoriedade na série hit da televisão do Canadá Flashpoint interpretando o policial especialista em tecnologia e bombas, Mike Scarlatti, personagem que ganhou o apelido de Spike, devido seu cabelo arrepiado.  Seu personagem, que inicialmente era apenas um coadjuvante, tornou-se um dos destaques após o episódio One Wrong Move, onde teve sua atuação criticamente aclamada pela mídia canadense. O ator chegou a ser indicado três vezes como melhor ator coadjuvante no Gemini Awards devido sua atuação em Flashpoint.
Em 2012, o personagem Spike foi escolhido para representar Flashpoint em um crossover com a série The Listener, que aconteceu durante o episódio "Now You See Him".
Além de atuar em filmes como The Lookout, Cinderella Man, Jogada de Gênio e Just Buried, Sergio também é conhecido como a voz de diversos personagens de animação, como Tersh de Babar and the Adventures of Badou. Ele também faz a voz de Kin Kujira na animação Grojband e Louis no desenho da Nickelodeon, Wayside.

## Filmografia
| Ano  | Titulo                         | Papel                | Notas          |
| ---- | ------------------------------ | -------------------- | -------------- |
| 1995 | National Lampoon's Senior Trip | Steve Nisser         |                |
| 1999 | The Wishing Tree               | Attorney             |                |
| 1999 | Boondock Saints                | Oly                  |                |
| 2002 | 19 Months                      | Steve                |                |
| 2003 | The In-Laws                    | Lecture Room Subject |                |
| 2003 | Luck                           | Vittorio             |                |
| 2004 | Plasticity                     | Mike Castella        | Curta Metragem |
| 2005 | Cinderella Man                 | Jonhny               |                |
| 2007 | The Message                    | David                | Curta Metragem |
| 2007 | The Lookout                    | Deputy Ted           |                |
| 2007 | Just Buried                    | Jackie Whynacht      |                |
| 2008 | Flash of Genius                | Louis                |                |
| 2012 | Cold Blooded                   | George Keyes         |                |
| 2012 | Anything But Christmas         | John                 |                |
| 2017 | Kiss & Cry                     | Mark Allison         |                |

| Ano           | Titulo                            | Papel                  | Notas                                                  |
| ------------- | --------------------------------- | ---------------------- | ------------------------------------------------------ |
| 1997          | Major Crime                       | Young Italian Officer  | Filme para TV                                          |
| 1998          | ThebWall                          | Olivern                | Filme para TV                                          |
| 1999          | Freak City                        | Leo Berman             | Filme para TV                                          |
| 1999          | The Passion of Ayn Rand           | Student #5             | Filme para TV                                          |
| 1999          | Rembrandt: Fathers & Sons         | Gerard                 | Filme para TV                                          |
| 2000          | A Taste of Shakespeare            | Demetrius              | Episódio: "A Midsummer Night's Dream"                  |
| 2000          | Twitch City                       | Jim                    | Episódio: "The Planet of the Cats"                     |
| 2001          | Rough Air: Danger on Flight 534   | Steve Johnson          | Filme para TV                                          |
| 2002          | Widows                            | Miles Samson           | Episode: "Hour One"                                    |
| 2002          | RFK                               | Adam Walinsky          | Filme para TV                                          |
| 2003          | Eloise at the Plaza               | Lou the Bellhop        | Filme para TV                                          |
| 2003          | Wild Card                         | Jerry                  | Episode: "No Bull"                                     |
| 2003          | Eloise at Christmastime           | Lou the Bellhop        | Filme para TV                                          |
| 2003          | Doc                               | Jason                  | Episode: "Swing Shift"                                 |
| 2004          | Love Rules                        | Kevin                  | Filme para TV                                          |
| 2005-2006     | This Is Wonderland                | Marcus Weekes          |                                                        |
| 2006          | G-Spot                            | Peter Garner           | Episódio: "Blind Faith"                                |
| 2006          | Covert One                        | Marty Zeller           |                                                        |
| 2006          | Northern Town                     | Hendy                  |                                                        |
| 2006          | Wedding Wars                      | Ed Myerson             | Filme para TV                                          |
| 2007-2009     | Wayside                           | Louis                  | Voz                                                    |
| 2007          | Custody                           | Eugene                 | Filme para TV                                          |
| 2008-2013     | Flashpoint                        | Mike "Spike" Scarlatti |                                                        |
| 2009          | Stoked                            | Ripper / Whiteout      | Voz                                                    |
| 2010          | Murdoch Mysteries                 | Leonard Winters        | Episódio: "Victor, Victorian"                          |
| 2010          | Republic of Doyle                 | Mystery Nevil          | Episódio: "The Pen Is Mightier Than the Doyle"         |
| 2010          | Annoying Orange                   | Orange\Orange Tree     | Episódio "The Onion Ring"                              |
| 2010-2011     | Babar and the Adventures of Badou | Tersh                  | Voz                                                    |
| 2011          | Little Mosque on the Prairie      | Dr. Connor             | Episódio: "If You Leave Me Now"                        |
| 2011          | XIII: The Series                  |                        | Episódio: "Green Falls"                                |
| 2011          | Dan for Mayor                     | Mayor Eckler           | Episódio: "Mayor's Conference"                         |
| 2011          | Almost Heroes                     | Pavel                  | Episódio: "Terry and Peter vs. Cupid"                  |
| 2012          | The Listener                      | Mike "Spike" Scarlatti | Episódio: "Now You See Him" (crossover com Flashpoint) |
| 2013          | Covert Affairs                    | Gary Probert           | Episódio: "Levitate Me"                                |
| 2013–presente | Grojband                          | Kin Kujira             | Voz                                                    |
| 2014          | Suits                             | Todd                   | Episódio: "Breakfast, Lunch and Dinner"                |
| 2004          | Angels and Ornaments              | Harold                 | Filme para TV                                          |